# Rdza

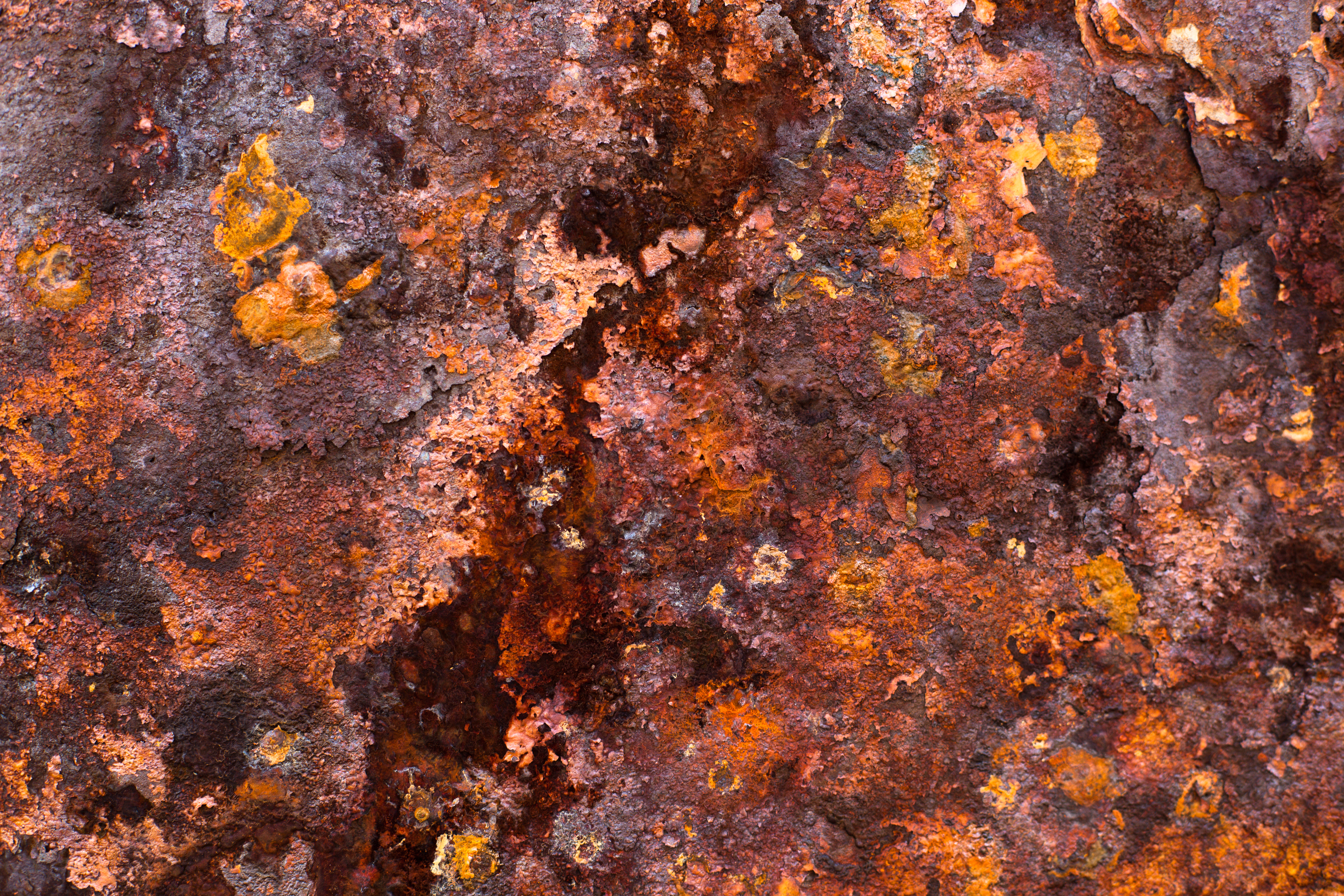
Rdza

Rdza – niejednolita warstwa produktów utleniania żelaza i jego stopów (np. stali) w wodzie, wilgotnej atmosferze lub gruncie, zawierająca głównie tlenki i wodorotlenki żelaza. Taki proces niszczenia powierzchni metali jest zwany korozją. Potocznie termin „rdza” bywa też stosowany do określenia innych warstw produktów utleniania metali, w tym utleniania żelaza w gazach suchych lub utleniania stopów metali nieżelaznych (np. zgorzelina, śniedź, warstwy pasywujące). Przy wystarczającej ilości czasu, tlenu i wody, każda masa żelaza ostatecznie przekształca się w całości w rdzę i rozpada się.
W słonej wodzie metale mają tendencję do szybszego rdzewienia.

## Zapobieganie

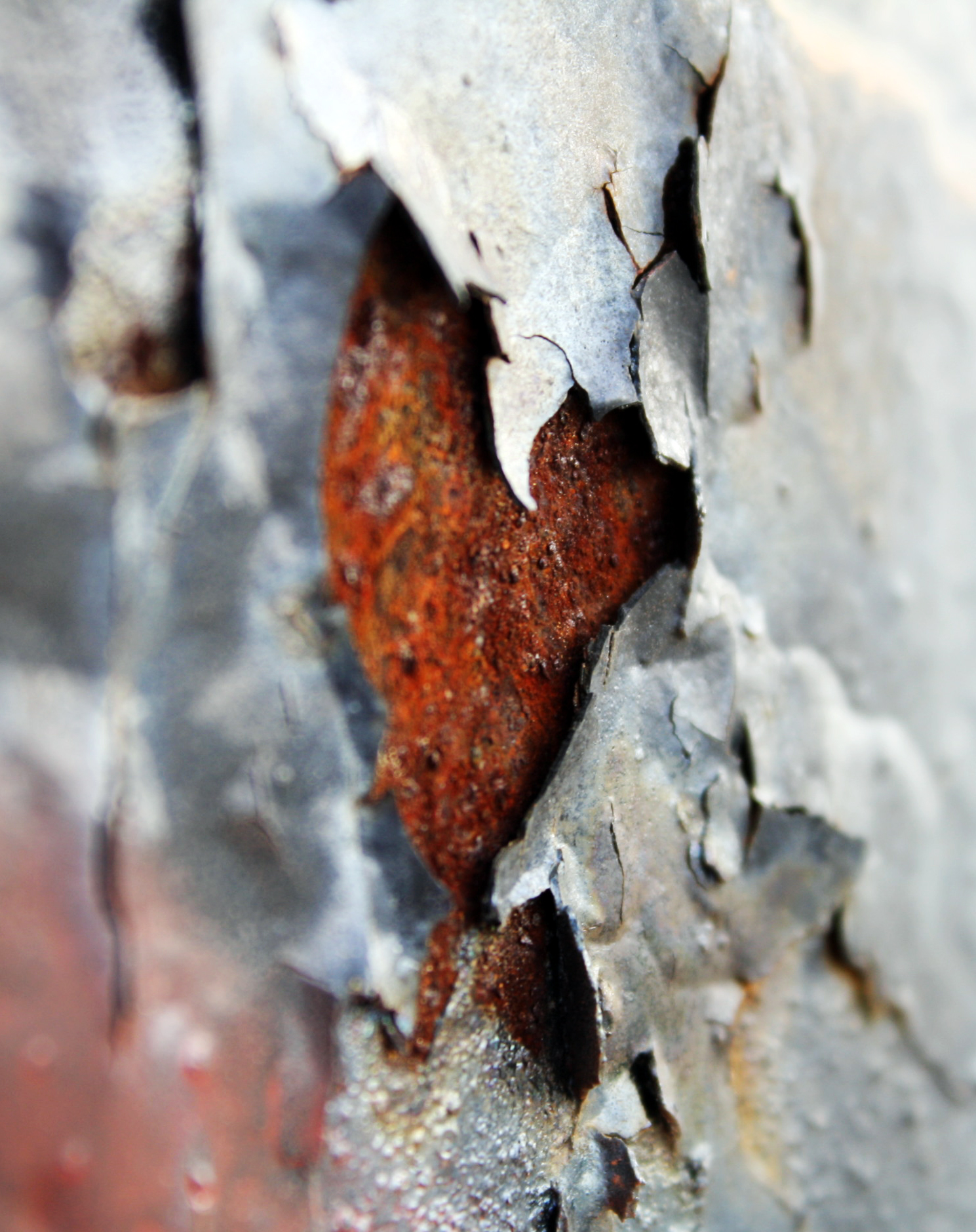
Łuszcząca się farba, odsłaniająca kawałek rdzy na blasze

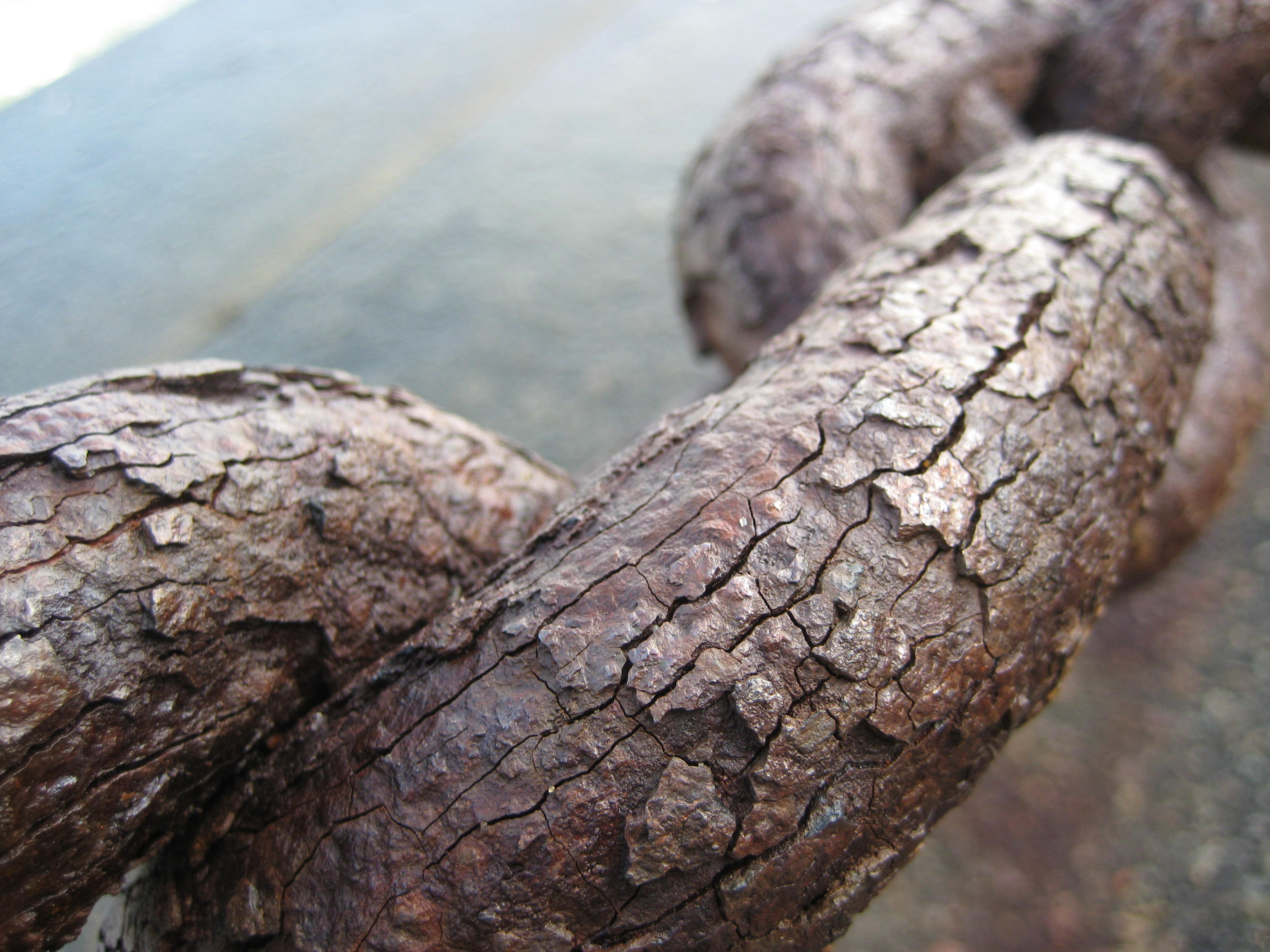
Rdza na ogniwach łańcucha, w pobliżu mostu Golden Gate w San Francisco. Łańcuch był stale narażony na działanie wilgoci i wody morskiej.

Popularnym sposobem przeciwdziałania korozji (rdzewieniu) jest ochrona katodowa. Polega ona na tym, że do konstrukcji chronionej dołącza się zewnętrzną anodę w postaci metalu o potencjale standardowym niższym niż materiał chronionej konstrukcji.
Obniżając wilgotność atmosfery lub gruntu można spowolnić lub zatrzymać proces korozji.

## Katastrofy
Rdza była ważnym czynnikiem katastrofy Silver Bridge w 1967 roku w stanie Wirginia Zachodnia Stalowy most wiszący zawalił się w mniej niż minutę, zabijając 46 osób na moście.
W 2003 roku Most Kinzua uległ zniszczeniu przez tornado, głównie dlatego, że śruby mostu zardzewiały.